# Пола
Пола (рус. Пола) река је на северозападу европског дела Руске Федерације која протиче преко крајњег северозапада Тверске и запада Новгородске области. Притока је језера Иљмењ и део басена реке Волхов.
Укупна дужина водотока је 267 km, површина сливног подручја 7.420 km², док је просечан проток у зони ушћа око 63 m³/s. Најважнија притока је река Поломет.
Извори реке Поле налази се на северозападним падинама Валдајског побрђа на подручју Андреапољског рејона на северу Тверске области. Њено корито се нагло шири око 40. километра тока, а у зони ушћа и до 60 метара. Узводно од ушћа мањим каналом повезана је са реком Ловат.
Током историје долином реке Поле ишао је трговачки пут који је повезивао Велики Новгород и Санкт Петербург са Горњоволшким језерима.